# Gahō Hashimoto
Gahō Hashimoto (jap. 橋本 雅邦 Hashimoto Gahō; ur. 21 sierpnia 1835 w Edo, zm. 13 stycznia 1908 w Tokio), używał też imienia Shōen (勝園); właściwie Masakuni Hashimoto (jap. 橋本 雅邦 Hashimoto Masakuni) – japoński malarz.
Pochodził z Edo. Jego ojciec, Osakuni Hashimoto, również był malarzem. Kształcił się u Shōsen’ina Kanō i uważany jest za ostatniego wielkiego przedstawiciela tzw. szkoły Kanō. W 1859 roku założył własną szkołę. W okresie restauracji Meiji, wraz z rozkładem feudalnych struktur społecznych popadł w problemy finansowe i musiał szukać różnych źródeł utrzymania. Pracował jako kreślarz w akademii marynarki, zajmował się też tworzeniem sztuki użytkowej, m.in. zdobiąc wachlarze. Sławę zdobył sobie dopiero w latach 80. XIX wieku. Wraz z Ernestem Fenollosą i Kakuzō Okakurą działał na rzecz wskrzeszenia i odrodzenia malarstwa tradycyjnego (nihonga). W 1889 roku został profesorem Szkoły Sztuk Pięknych w Tokio, rok później powołano go na członka Komisji Sztuki na dworze cesarskim. Współzałożyciel powstałej w 1898 roku Japońskiej Akademii Sztuk Pięknych.
Był tradycjonalistą, domagającym się przywrócenia wypieranej przez tendencje westernizacyjne sztuce japońskiej należytego jej miejsca w kulturze. Doprowadził do formalnego odświeżenia malarstwa japońskiego, wprowadzając elementy sztuki zachodniej – perspektywę i światłocień. Do grona jego uczniów należeli Taikan Yokoyama i Gyokudō Kawai.

## Galeria

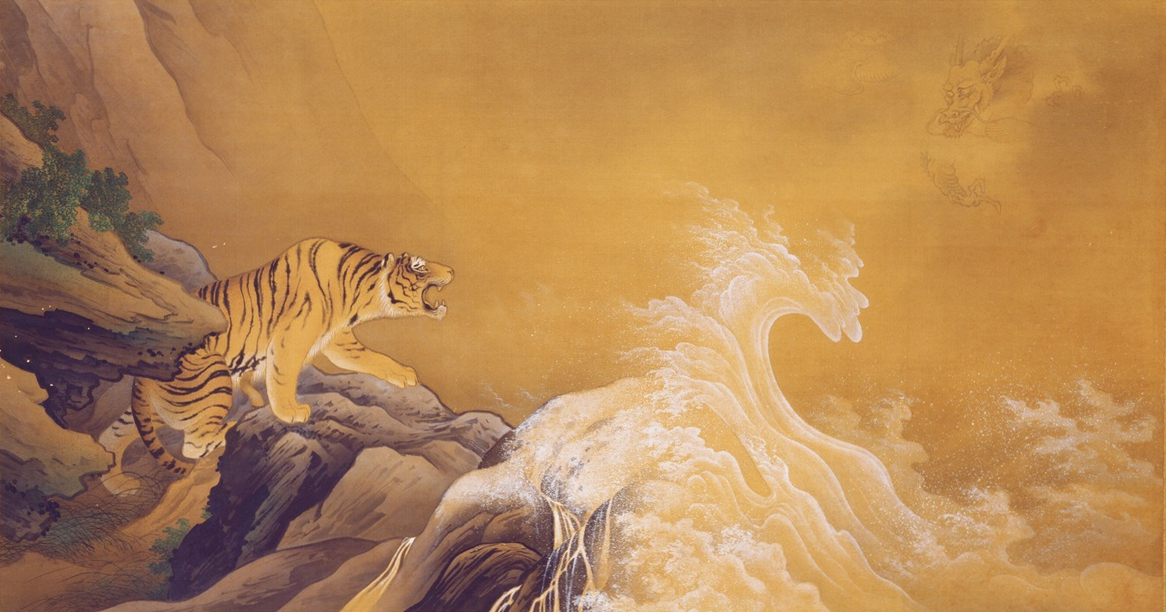
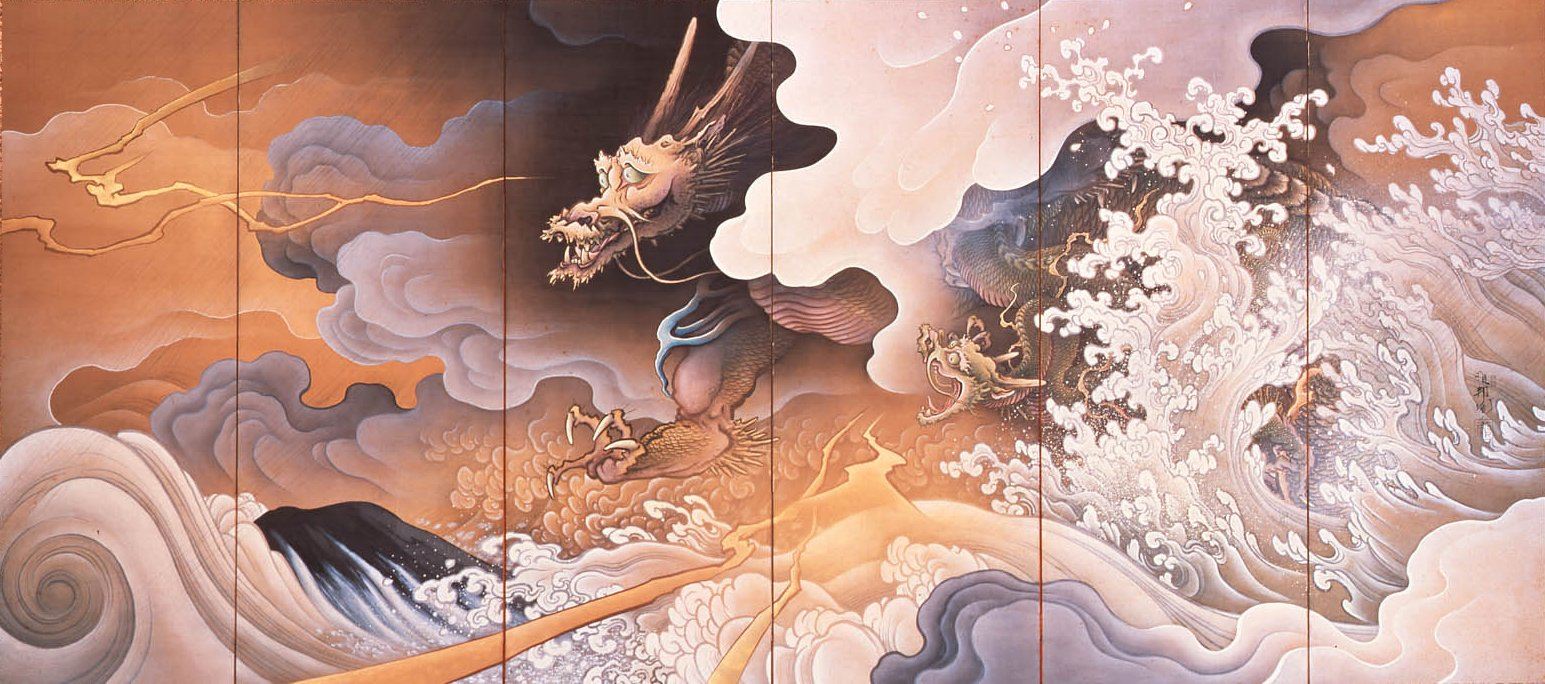
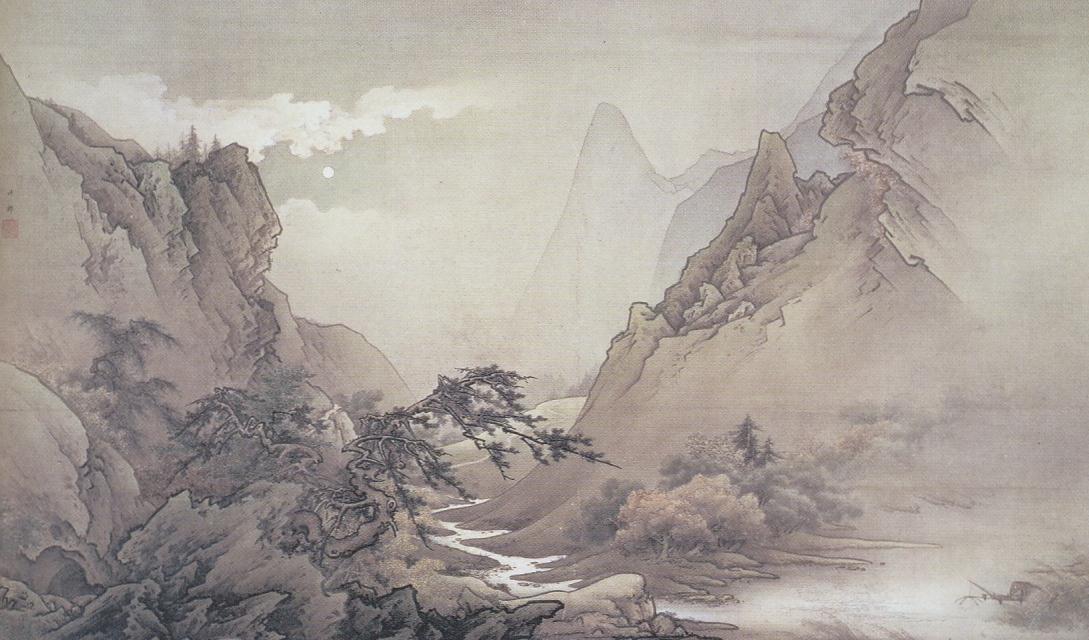
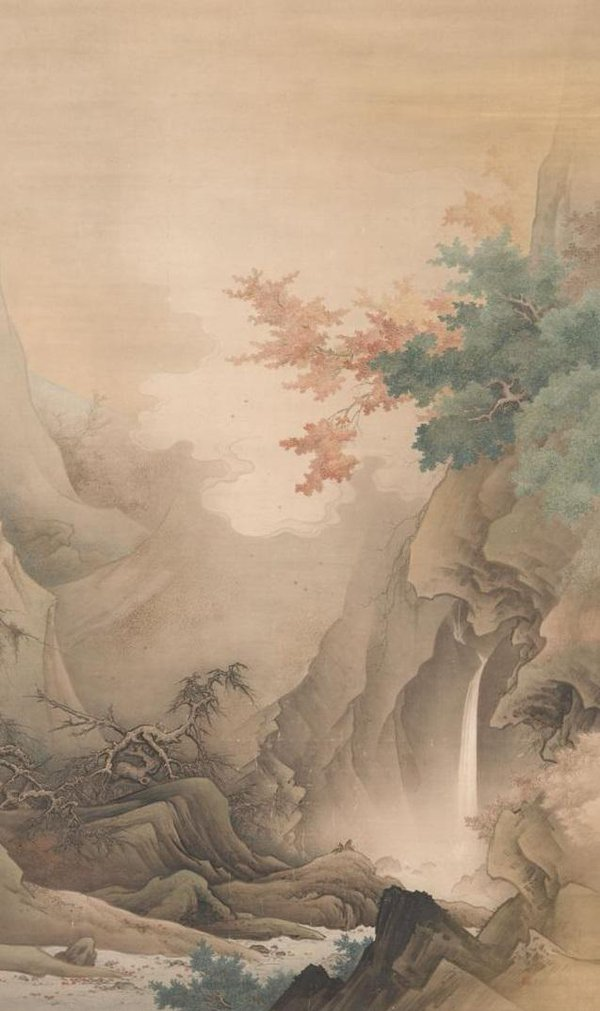